# Spoorlijn Nové Zámky - Zvolen
De spoorlijn Nové Zámky - Zvolen met lijnnummer 150 is een belangrijke lijn in het zuidwesten van Slowakije. Over een afstand van 126 km verbindt ze Nové Zámky met Zvolen via Levice. De hoogst toegelaten snelheid bedraagt 100 km/uur.

## Geschiedenis

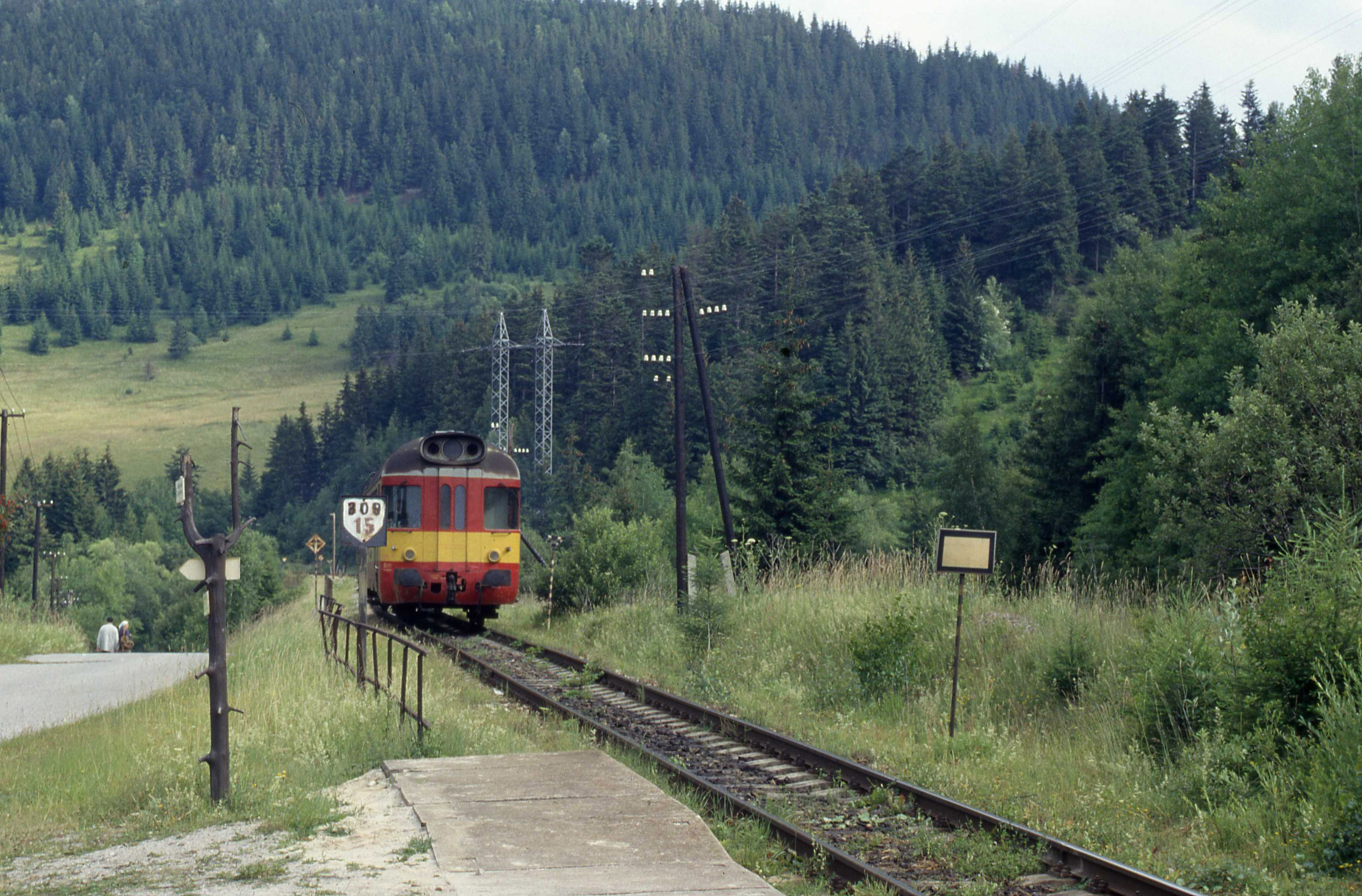
De centrale lijn: Margecany-Cervená Skala

De lijn tussen Nový Zámky en Zvolen is ontstaan door verscheidene korte trajecten met elkaar te verbinden. Deze werden zowel in de tweede helft van de 19e eeuw, als tijdens de 20e eeuw aangelegd. Door de junctie ontstond een belangrijk deel van de zuidelijke route, die in Zvolen afwijkt van de centrale lijnen en een betere treinverkeer voor de plaatselijke regio's mogelijk maakt. Via de regio Banská Bystrica, en meer oostelijk, via Červená Skala en Margecany, wordt het zuiden en het centrum van het land verbonden met Žilina en Košice, terwijl de zuidelijke dwarslijn Zvolen eveneens met Košice verbindt via Lučenec en Rožňava.

### Indienststelling
- 1872: Hronská Dúbrava - Zvolen
- 1894: Šurany - Úľany nad Žitavou
- 1896: Levice - Hronská Dúbrava
- 1900: Nové Zámky - Šurany
- 1914: Úľany nad Žitavou - Levice
- 1937: Tweede spoor: Zvolen - Hronská Dúbrava
- 1989: Tweede spoor: Žarnovica - Žiar nad Hronom

### Elektrificatie

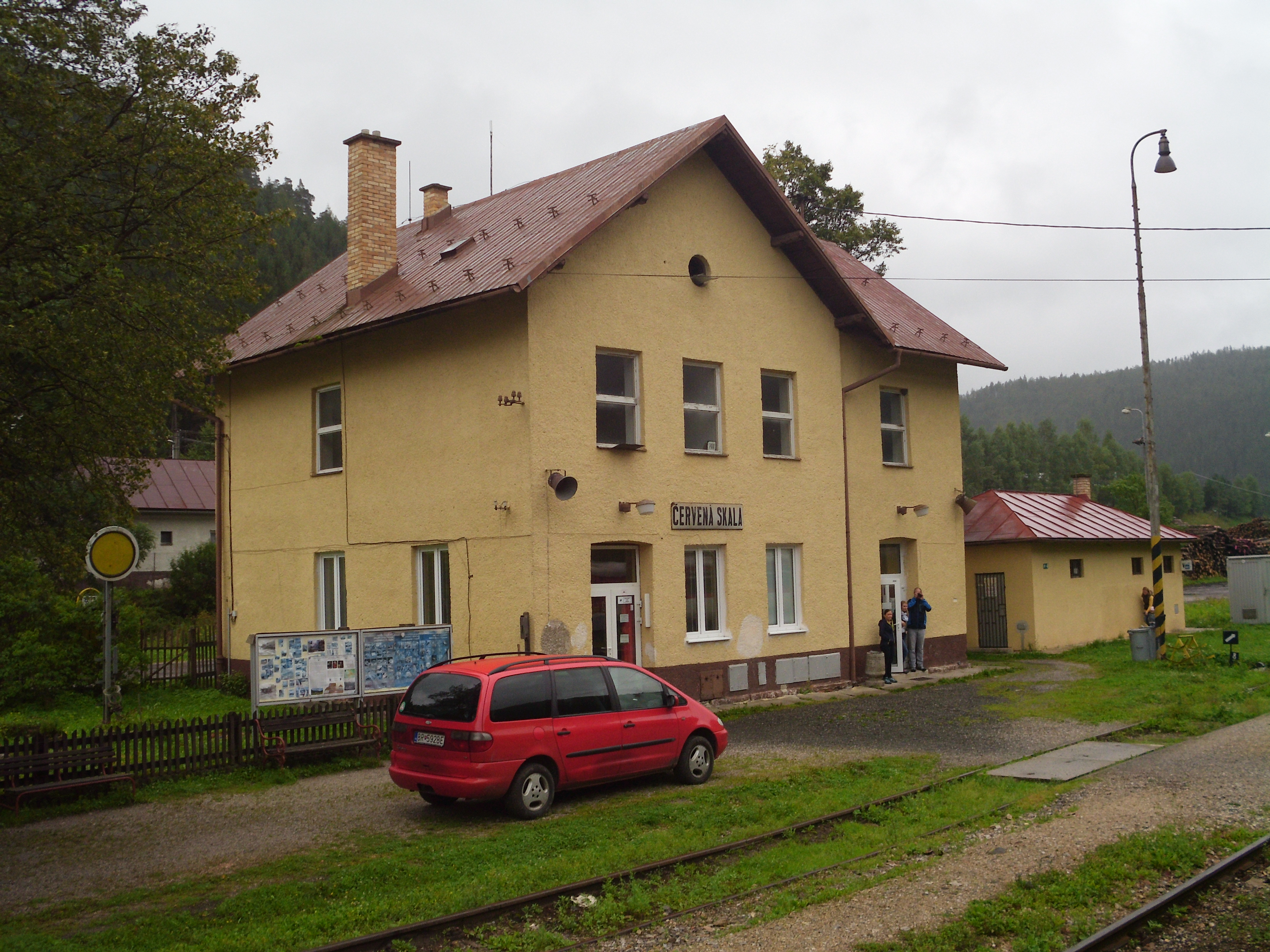
Station Cervená Skala

De elektrificatiewerken begonnen na 1980 en waren voltooid in:
- 1986: Nové Zámky - Šurany
- 1991: Šurany - Levice
- 1993: Levice - Žiar nad Hronom
- 1994: Žiar nad Hronom - Hronská Dúbrava
- 1995: Hronská Dúbrava - Station Zvolen

### Uitbating
Anno 2022 rijdt er elke 2 uren een sneltrein van Bratislava naar Zvolen via de lijn Nové Zámky - Zvolen. Deze rijdt verder, hetzij naar regio Banská Bystrica, hetzij naar Košice. Er rijden ook regionale treinen en goederentreinen.
In september 2015 werd aangekondigd dat de overheid het verkeer op de verbinding Banská Bystrica - Bratislava wenste uit te besteden aan een vervoermaatschappij. Het betrof een openbare aanbesteding en er werd uitgegaan van 1,5 miljoen treinkilometers per jaar.
De volgende vervoermaatschappijen betoonden interesse:
- RegioJet
- Leo Express
- Arriva (dochteronderneming van Deutsche Bahn)

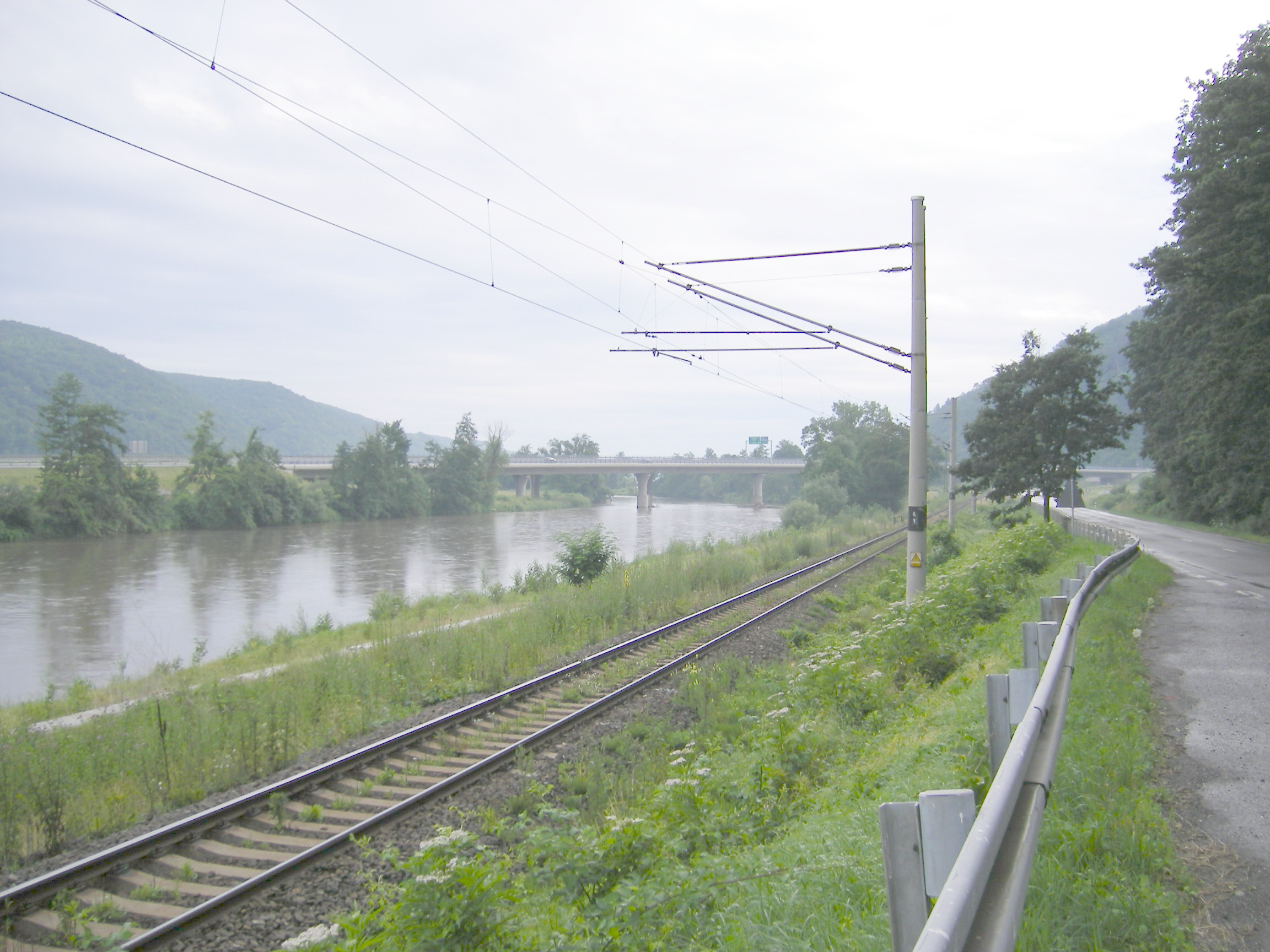
Spoorlijn 150: Hron

Andere bedrijven werden eveneens in overweging genomen: České dráhy, British National Express evenals de Slowaakse maatschappij:Železničná spoločnosť Slovensko (ŽSSK). Deze laatste legde toentertijd reeds 1,2 miljoen kilometer af op het bovengenoemde traject terwijl dagelijks slechts één paar sneltreinen de verbinding rechtstreeks aflegde. Voor de overige treinen diende men in Zvolen over te stappen. Volgens de voorwaarden van december 2015 moesten er 8 paar rechtstreekse treinen gerealiseerd worden. De winnaar van de aanbesteding zou een tienjarig monopolie krijgen op het vervoer per reizigerstrein tussen Banská Bystrica en Bratislava.
De exploitatie werd ten slotte uitbesteed aan het overheidsbedrijf ŽSSK. In december 2015 maakte deze onderneming bekend dat ze vanaf 13 december 2015 om de twee uren de gevraagde rechtstreekse verbinding tot stand zou brengen tussen Bratislava en Banská Bystrica.

### Modernisering
Tijdens de tweede helft van 2022 werden omvangrijke spoorwerken uitgevoerd op het traject Šurany - Levice. Een uitgebreide vernieuwing van de spoorbedding en -infrastructuur werd verwezenlijkt op de trajecten:
- Pial - Beša en
- Hul - Úľany nad Žitavou.

## Stations en haltes op de lijn

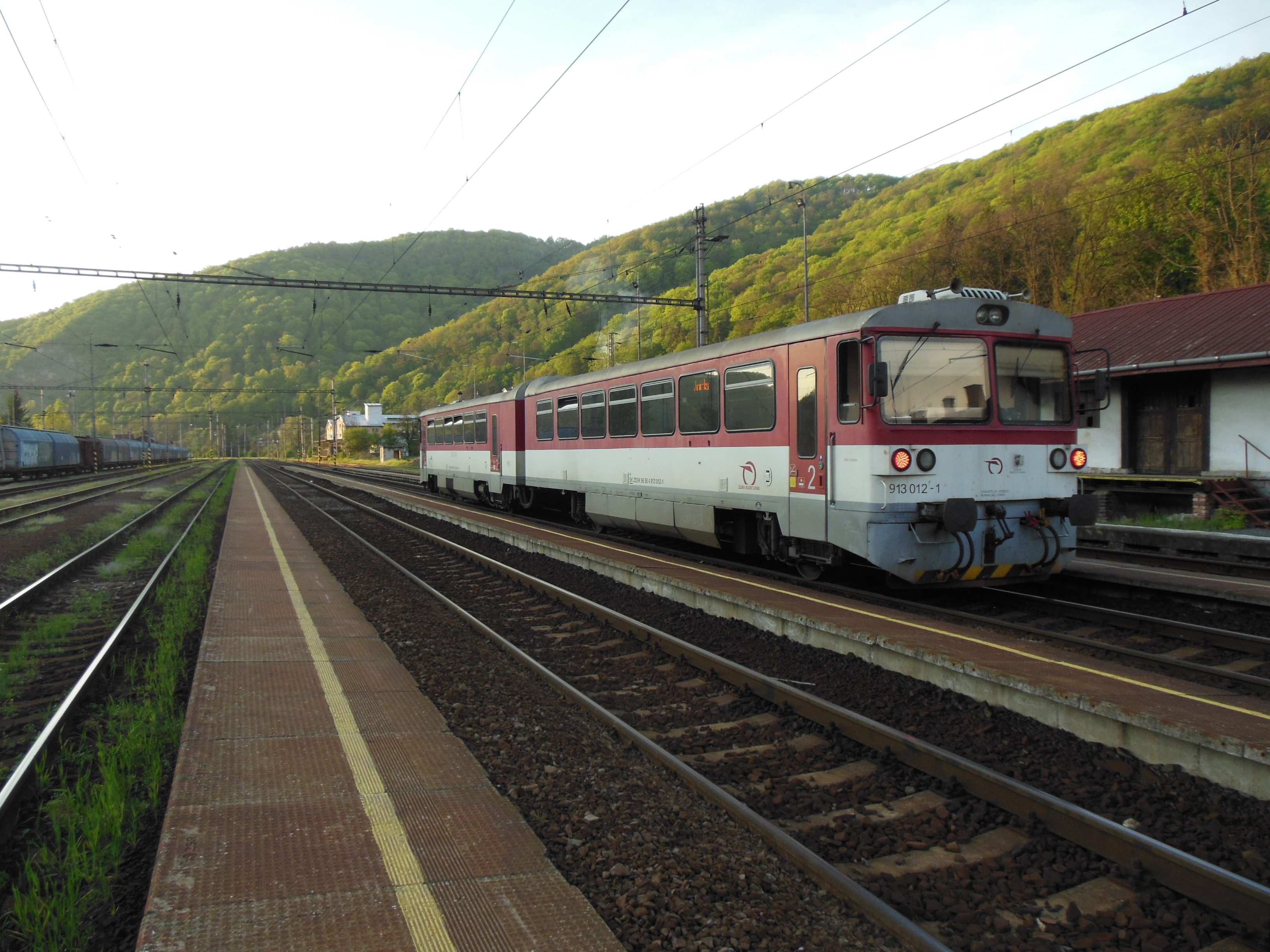
Station Hronská Dúbrava

Lijn 150 bedient de volgende stations (s) en haltes:
- Zvolen osobná stanica (s) - vertakking met spoorlijn:
  - 153 (Zvolen - Čata)
  - 160 (Zvolen - Košice)
  - 170 (Zvolen - Vrútky)
  - 171 (Zvolen - Kremnica – Diviaky)
- Hronská Dúbrava (s) - vertakking met spoorlijn:
  - 154 (Hronská Dúbrava - Banská Štiavnica)
  - 171 (Zvolen - Kremnica – Diviaky)
- Jalná
- Šášovské Podhradie
- Žiar nad Hronom (s)
- Žiar nad Hronom zastávka (Žiar nad Hronom "halte")
- Hliník nad Hronom (s)
- Bzenica
- Žarnovica (s)
- Dolné Hámre
- Voznica
- Rudno nad Hronom

- Nová Baňa (s)
- Tekovská Breznica
- Hronský Beňadik (s)
- Psiare

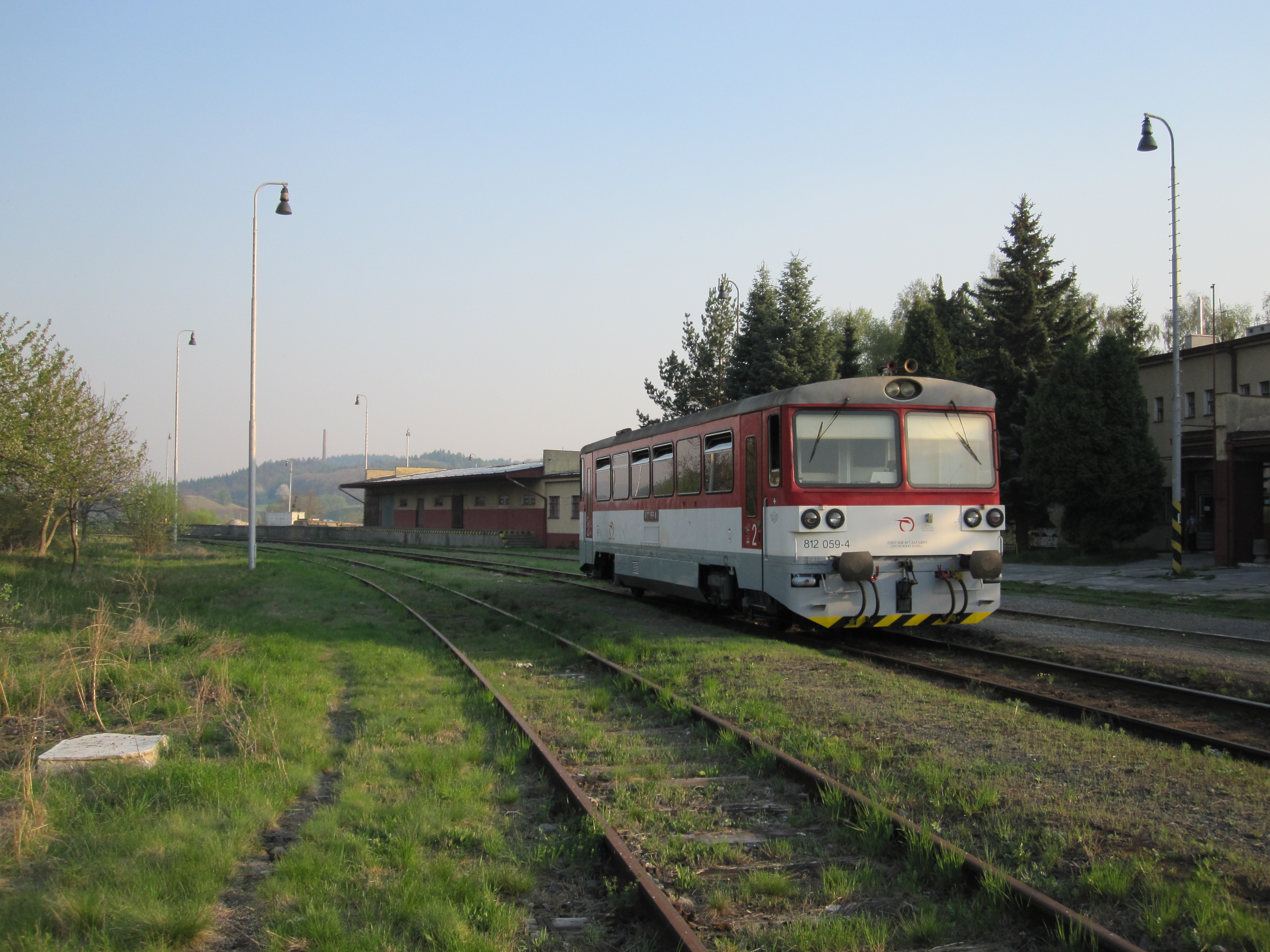
Spoorlijn 150: Station Banská Štiavnica

- Kozárovce (s) - vertakking met spoorlijn 141 (Leopoldov - Kozárovce)
- Tlmače
- Veľké Kozmálovce (s)
- Hronské Kľačany
- Levice (s) - vertakking met spoorlijn 152 (Štúrovo – Levice)
- Kalná nad Hronom (s)
- Lok (s)
- Horný Pial
- Jesenské údolie
- Beša (s)
- Pozba
- Podhájska (s)
- Radava
- Hul (s)
- Úľany nad Žitavou (s) - vertakking met spoorlijn 151 (Nové Zámky - Zlaté Moravce)

- Šurany zastávka (Šurany "halte")

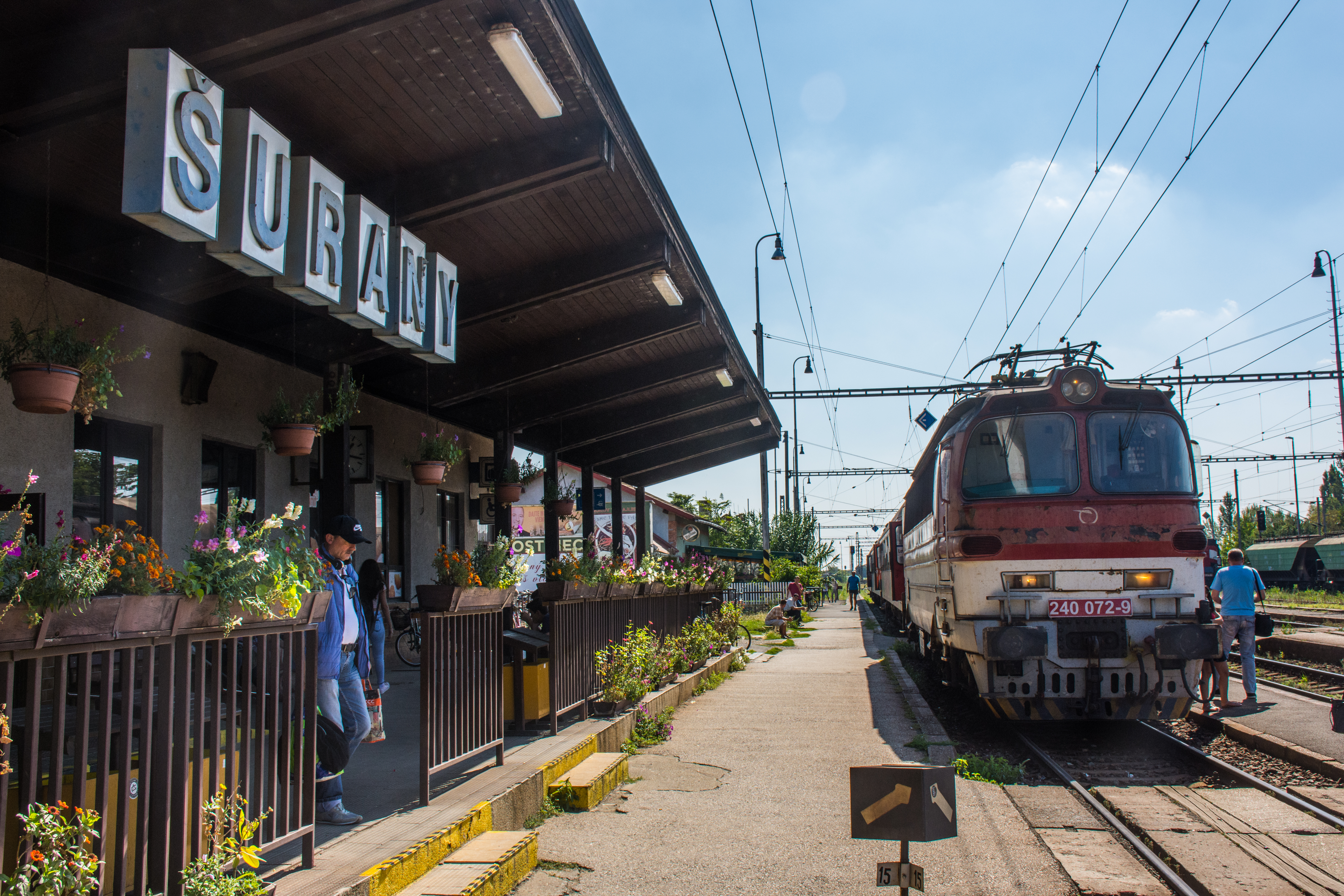
Spoorlijn 150: Šurany zastávka

- Šurany (s) - vertakking met spoorlijn:
  - 130 (Bratislava - Štúrovo)
  - 140 (Nové Zámky - Prievidza)
  - 151 (Nové Zámky - Zlaté Moravce)
- Bánov
- Nové Zámky (s) - vertakking met spoorlijn:
  - 130 (Bratislava - Štúrovo)
  - 135 (Nové Zámky - Komárno)
  - 140 (Nové Zámky - Prievidza)
  - 151 (Nové Zámky - Zlaté Moravce)